# NGC 962
NGC 962 (również PGC 9682 lub UGC 2013) – galaktyka eliptyczna (E), znajdująca się w gwiazdozbiorze Barana. Odkrył ją Édouard Jean-Marie Stephan 13 grudnia 1871 roku.